# Saison 3 de Nurse Jackie
Chronologie
Saison 2 Saison 4
Cet article présente les douze épisodes de la troisième saison de la série télévisée américaine Nurse Jackie.

## Synopsis
Infirmière au sein des urgences d'un hôpital new-yorkais assez difficile, Jackie a du mal à équilibrer sa vie professionnelle agitée et sa vie personnelle désastreuse. Obstinée et brillante, elle se bat pour affronter les pires cas des plus difficiles. Seulement pour pouvoir supporter physiquement tous ces tracas quotidiens, elle consomme plusieurs médicaments et est notamment dépendante au Vicodin.

## Distribution de la saison

### Acteurs principaux
- Edie Falco (VF : Anne Jolivet) : Jackie Peyton, infirmière
- Eve Best (VF : Marjorie Frantz) : Dr Eleanor O'Hara, meilleure amie de Jackie
- Merritt Wever (VF : Catherine Desplaces) : Zoey Barkow, infirmière stagiaire de Jackie
- Paul Schulze (VF : Pierre-François Pistorio) : Eddie Walzer, pharmacien et amant de Jackie
- Peter Facinelli (VF : Sébastien Desjours) : Dr Fitch « Coop » Cooper, docteur en manque de reconnaissance
- Anna Deavere Smith (VF : Julie Carli) : Mme Gloria Akalitus, chef du personnel
- Dominic Fumusa (VF : Mathieu Buscatto) : Kevin Peyton, mari de Jackie

### Acteurs récurrents
- Ruby Jerins (en) (VF : Alice Orsat) : Grace Peyton, fille de 10 ans de Jackie
- Mackenzie Aladjem (VF : Jeanne Orsat) : Fiona Peyton, fille de 7 ans de Jackie
- Stephen Wallem (en) (VF : Jérôme Wiggins) : Thor Lundgren, infirmier
- Arjun Gupta (VF : Sylvain Agaësse) : Sam, intérimaire
- Lenny Jacobson (en) (VF : Fabrice Lelyon) : Lenny (8 épisodes)
- Michael Buscemi (VF : Fabrice Lelyon) : « Dieu » (l'homme qui crie de sa fenêtre) (5 épisodes)
- Bill Sage (VF : Guillaume Orsat) : Bill (épisodes 3, 5, 7 et 8)
- Jaimie Alexander (VF : Hélène Bizot) : Tunie Peyton[1] (épisodes 3, 4 et 6)
- Swoosie Kurtz (VF : Marie-Martine) : Mrs. Scheinhorn[2] (épisode 5)
- Judith Light (VF : Monique Thierry) : Maureen Cooper[2] (épisode 5)
- Gbenga Akinnagbe (VF : Raphaël Cohen) : Kelly Slater[3] (épisodes 6 à 12)

## Liste des épisodes

### Épisode 1:C'est reparti pour un tour
- États-Unis /  Canada : 28 mars 2011 sur Showtime[4] / The Movie Network
- France : 
  - 17 mai 2012 sur Canal+[5]
  - 2 décembre 2012 sur Téva[6]
- Belgique : date inconnue sur Be Séries
- Québec : date inconnue sur AddikTV
- Suisse : date inconnue sur RTS Un

### Épisode 2:La Corde pour se pendre
- États-Unis /  Canada : 4 avril 2011 sur Showtime / The Movie Network
- France : 
  - 17 mai 2012 sur Canal+
  - 2 décembre 2012 sur Téva

### Épisode 3:Et dieu créa le piano
- États-Unis /  Canada : 11 avril 2011 sur Showtime / The Movie Network
- France : 
  - 24 mai 2012 sur Canal+
  - 2 décembre 2012 sur Téva

### Épisode 4:Aux coupables les mains pleines
- États-Unis /  Canada : 18 avril 2011 sur Showtime / The Movie Network
- France : 
  - 24 mai 2012 sur Canal+
  - 9 décembre 2012 sur Téva

### Épisode 5:Fait comme un rat
- États-Unis /  Canada : 25 avril 2011 sur Showtime / The Movie Network
- France : 
  - 31 mai 2012 sur Canal+
  - 9 décembre 2012 sur Téva

### Épisode 6:La Vie rêvée des saints
- États-Unis /  Canada : 2 mai 2011 sur Showtime / The Movie Network
- France : 
  - 31 mai 2012 sur Canal+
  - 9 décembre 2012 sur Téva

### Épisode 7:Plus c'est haut, plus c'est chaud
- États-Unis /  Canada : 9 mai 2011 sur Showtime / The Movie Network
- France : 
  - 7 juin 2012 sur Canal+
  - 16 décembre 2012 sur Téva

### Épisode 8:Jackie l'admirable
- États-Unis /  Canada : 16 mai 2011 sur Showtime / The Movie Network
- France : 
  - 7 juin 2012 sur Canal+
  - 16 décembre 2012 sur Téva

### Épisode 9:Bander sur le plongeoir
- États-Unis /  Canada : 23 mai 2011 sur Showtime / The Movie Network
- France : 
  - 14 juin 2012 sur Canal+
  - 16 décembre 2012 sur Téva

### Épisode 10:Les Lémuriens, on les emmerde
- États-Unis /  Canada : 6 juin 2011 sur Showtime / The Movie Network
- France : 
  - 14 juin 2012 sur Canal+
  - 23 décembre 2012 sur Téva

### Épisode 11:L'espoir porte un costume de plumes
- États-Unis /  Canada : 13 juin 2011 sur Showtime / The Movie Network
- France : 
  - 21 juin 2012 sur Canal+
  - 23 décembre 2012 sur Téva

### Épisode 12:Joyeux mariversaire
- États-Unis /  Canada : 20 juin 2011 sur Showtime / The Movie Network
- France : 
  - 21 juin 2012 sur Canal+
  - 23 décembre 2012 sur Téva